# Jeffrey Chávez
Jeffrey Misael Chávez López (ur. 10 lutego 1997 w Managui) – nikaraguański piłkarz występujący na pozycji lewego obrońcy, reprezentant Nikaragui, od 2024 roku zawodnik Matagalpy.